# شو کامو
شو کامو (ژاپنی: 加茂 周؛ زادهٔ ۲۹ اکتبر ۱۹۳۹) فوتبالیست پیشین و مربی فوتبال اهل ژاپن است.
شو کامو در تیم‌هایی همچون تیم ملی فوتبال ژاپن مربی‌گری کرده‌است.